# Фукуї Макото
Фукуї Макото (28 лютого 1940 — 18 жовтня 1992) — японський плавець.
Призер Олімпійських Ігор 1960, 1964 років.
Переможець Азійських ігор 1958 року.
Призер літньої Універсіади 1961, 1963 років.